# Dolichus
Dolichus är ett släkte av skalbaggar som beskrevs av Franco Andrea Bonelli 1810. Dolichus ingår i familjen jordlöpare.
Släktet innehåller bara arten Dolichus halensis.

## Bildgalleri

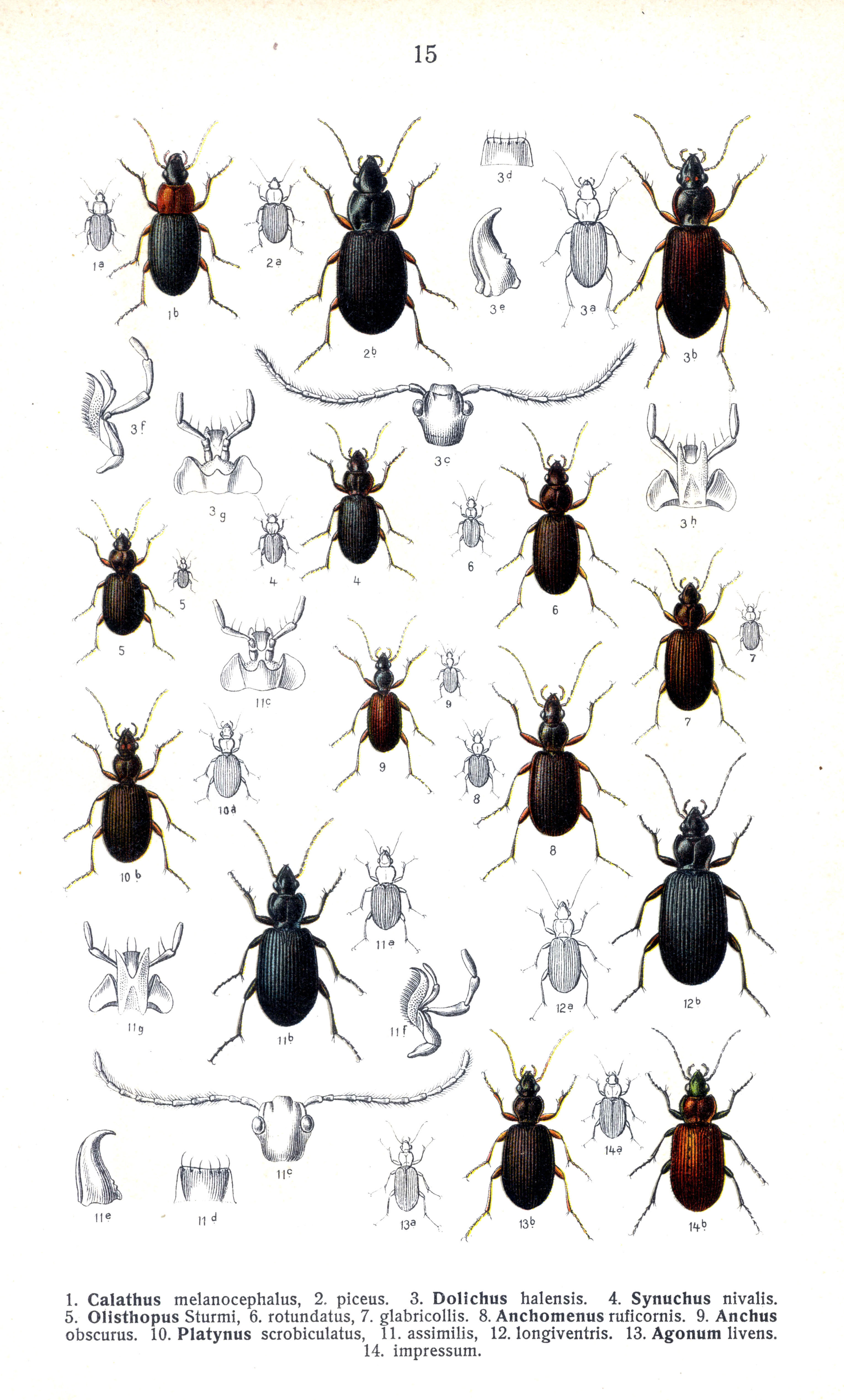